# アムコア
アムコア・リミテッド (Amcor Limited) は、オーストラリアに拠点を置く、包装事業の多国籍企業。おもに食品、飲料、医療、たばこ産業などに、柔軟で厳重な包装を提供している。アムコアの製品は、食品、飲料、医薬品、医療機器、身の回り品、家庭用品、パーソナルケア製品などを保護している。
同社の本社所在地は、スイスのチューリッヒになっている。アムコアは、オーストラリア証券取引所に上場しており、現在もオーストラリアの本社機能をビクトリア州メルボルンに維持している。また、多国籍企業としての立場を反映し、ダウ・ジョーンズ・サステナビリティ・インデックス (DJSI) のアジア太平洋指数 (Dow Jones Sustainability Asia Pacific Index)、カーボン・ディスクロージャー・リーダーシップ・ インデックス (Carbon Disclosure Leadership Index)、FTSE4Good Indexなど、複数の国際的な株価指数、格付けの対象にもなっている。

## 関連文献
- E.K. Sinclair, "The Spreading Tree, A history of APM and Amcor 1844-1989", Allen and Unwin, 1990